# Септуагинтовые манускрипты
Септуагинта (LXX) — это древний (I век до н. э.) александрийский перевод еврейских писаний на греческий койне существует в различных версиях рукописей.

## Группы по сиглам
Они делятся на:
- Избранные рукописи прописными буквами от A до Z: наиболее важные известные рукописи, включая Codex Vaticanus, Codex Sinaiticus, Codex Alexandrinus
- Рукописи с 13 по 311: Рукописи и фрагменты с номерами согласно более раннему списку Холмса и Парсонса.
- Рукописи с 312 по 800: рукописи без псалмов
- Фрагменты с 801 по 1000: Фрагменты, также на папирусе, включая самые старые известные рукописи, такие как Папирус Рилэндса 458, 4Q122, Папирус Фуад 266, свиток двенадцати пророков и другие.
- Рукописи с 1001 по 1400 год: Псалтирь до XII века.
- Рукописи 1401—2000 гг.: Псалтырь с 13 века.
- Рукописи с 2001 по 3000 год: фрагменты Псалтири до VIII века.
- Рукописи с 3001 по 5000: рукописи без псалмов
- Рукописи с 5001 по 7000: фрагменты без псалмов
- Рукописи с 7001 по 7109: Псалтырь

Нумерация не непрерывная, поэтому есть сиглы до 7109.

## Список рукописей Септуагинты
Список рукописей Септуагинты в соответствии с классификацией Альфреда Ралфса — список всех известных рукописей Септуагинты, предложенных Альфредом Ралфсом на основе переписи Холмса и Парсонса.
Первый список рукописей Септуагинты был представлен Холмсом и Парсонсом. Их издание заканчивается полным списком известных им рукописей, изложенных в Приложениях. Он перечисляет 311 кодов (обозначенных римскими цифрами I—XIII и арабскими 14-311), коды которых обозначены их сиглумом I—XIII, 23, 27, 39, 43, 156, 188, 190, 258, 262.
Коды, обозначенные римскими цифрами, означают данные буквы от А до Я.
В настоящее время более 2000 классифицированных рукописей Септуагинты. [6]

### Старые буквы-сигла
- E = 509 Codex Bodleianus Geneseos;
- I = 13 Codex Bodleianus Auct. D. 4. 1
- H = 524 Кодекс Петрополитана (H)
- O = 509 фрагмент Dublinensia
- P = 264 фрагмент Псалтири из Кембриджа
- W = 43 Paris Psalter Gr. 20-е
- N = 719 Кодекс Турина B. 2. 1
- Γ = 393 Codex Cryptoferratensis
- Δ = 921 Фрагментерн Хантингтон

### Отдел по классификации Ралфса
Таблица рукописей Септуагинты разделена на десять частей:
Часть I: AZ (выбранные коды в majuscule).
Часть II: 13-311 (нумерация, данная Холмсом и Парсонсом)
Часть III: 312—800 (рукописи Ветхого Завета, за исключением псалмов)
Часть IV: 801—1000 (небольшие фрагменты Ветхого Завета, за исключением псалмов)
Часть V: 1001—1400 (псалмы двенадцатого века)
Часть VI: 1401—2000 (псалмы неопределенные знакомства моложе)
Часть VII: 2001-3000 (небольшие фрагменты псалтыря [до восьмого века])
Часть VIII: 3001-5000 (рукописи Ветхого Завета, за исключением псалмов)
Часть IX: 5001-7000 (небольшие фрагменты Ветхого Завета, за исключением псалмов)
Часть X: 7001-xxxx (псалмы)

### Сокращения
Oct. — Octateuch (ἡ ὀκτάτευχος = Genesis — Ruth)
Pent. — Пятикнижие (Бытие — Второзаконие)
Гепт. — Гептатех (Бытие — Судьи)
Латинские термины
аликвота — некоторые
Катенарум — цепь
ecloge — страница защиты
вырезки — предметы
Постепенно — Песни Восходящих (Пс 119—133 по нумерации в LXX)
среди прочего, среди прочих
poenitentiales — Покаянные Псалмы
синус — без